# Rinorea comorensis
Rinorea comorensis är en violväxtart som beskrevs av Adolf Engler. Rinorea comorensis ingår i släktet Rinorea och familjen violväxter. Inga underarter finns listade i Catalogue of Life.